# Memorial Manual Sanroma
O Memorial Manuel Sanroma é uma corrida de ciclismo por etapas que se desenvolvem em torno da cidade de Almagro, na região de Castela-Mancha.

## História da prova
O Memorial Manuel Sanroma foi criado em 2000. Rende homenagem ao antigo corredor ciclista Manuel Sanroma, falecido tragicamente durante a 4. ª etapa da Volta à Catalunha de 1999 como consequência de uma queda.
As edições antes 2008 disputam-se sob a forma de critério e vêem sobretudo triunfar os espanhóis Óscar Sevilla e Alberto Contador. Não disputado em 2010, volta em 2011 sob a forma desta vez de uma carreira de um dia aficionado. A prova muda novamente de formato em 2014 que resulta uma carreira por etapas de dois dias.

## Palmarés desde 2006
| Ano   | Ganhador              | Segundo                    | Terceiro                  |
| ----- | --------------------- | -------------------------- | ------------------------- |
| 2006  | Óscar Sevilla         | José Ángel Gómez Marchante | Manuel Beltrán            |
| 2007  | Alberto Contador      | Óscar Sevilla              | José Antonio Pecharromán  |
| 2008  | Javier Ramírez Abeja  | Raúl García de Mateos      | Juan Luque                |
| 2009  | Francisco Cordón      | José Vicente Toribio       | Antonio Cervera           |
| 2010  | Não disputado         |                            |                           |
| 2011  | Iván Martínez         | Adrián Alvarado            | José Belda                |
| 2012  | Raúl García de Mateos | Ángel Vallejo              | Esteban Plaza             |
| 2013  | Samuel Nicolás        | Andrés Sánchez             | Esteban Plaza             |
| 2014  | José de Segovia       | Juan Camacho               | Juan Antonio López-Cózar  |
| 2015  | Jesús Alberto Rubio   | Ismael Piñera              | Antonio Cánovas Rodríguez |
| 2016  | Óscar Hernández       | Marcos Jurado              | Daniel Sánchez            |
| 2017  | Leonel Coutinho       | Ángel de Julián            | Óscar Pelegrí             |
| 2018  | Francesc Zurita       | Alejandro Gómiz            | Ángel Fontes              |
| 2019. | Bartosz Rudyk         | Nahuel De Aquila           | Miguel Ángel Fernández    |
| 2020  | David Martín          | Miguel Ángel Ballesteros   | Adrián Cobos              |